# Redd’s
Redd’s – marka piwa smakowego produkowana przez Kompanię Piwowarską. Dostępne w butelkach 0,5 l i 0,3 l oraz w puszkach 0,5 l i 0,33 l.
W marcu 2008 posiadała 58% udziału w rynku w segmencie piw smakowych, co stawiało go na pierwszym miejscu i osiągnęło 1,4% całego udziału rynku piwnego w Polsce.
Piwo to jest dostępne w pięciu odmianach smakowych:
- Redd’s Jabłko – o smaku jabłka i trawy cytrynowej. Zawartość ekstraktu: 14,5%, zawartość alkoholu: 4,5%.
- Redd’s Malina-Granat – o smaku maliny i owocu granatu. Zawartość ekstraktu: 12,8%, zawartość alkoholu: 4,5%.
- Redd’s Żurawina – o smaku żurawinowym. Zawartość ekstraktu: 11%, zawartość alkoholu: 4,5%.
- Redd’s Grapefruit-Pineapple – o smaku ananasowo-grapefruitowym. Zawartość alkoholu: 4,5% (wprowadzony w grudniu 2012)
- Redd's Marakuja-Brzoskwinia – o smaku marakui i brzoskwini. Zawartość alkoholu: 4%.
- Redd's Mango i Cytryna – o smaku mango i cytryny. Zawartość alkoholu: 4%.
- Redd's Papaja i limonka – o smaku papai i limonki. Zawartość alkoholu: 4%

## Historia marki

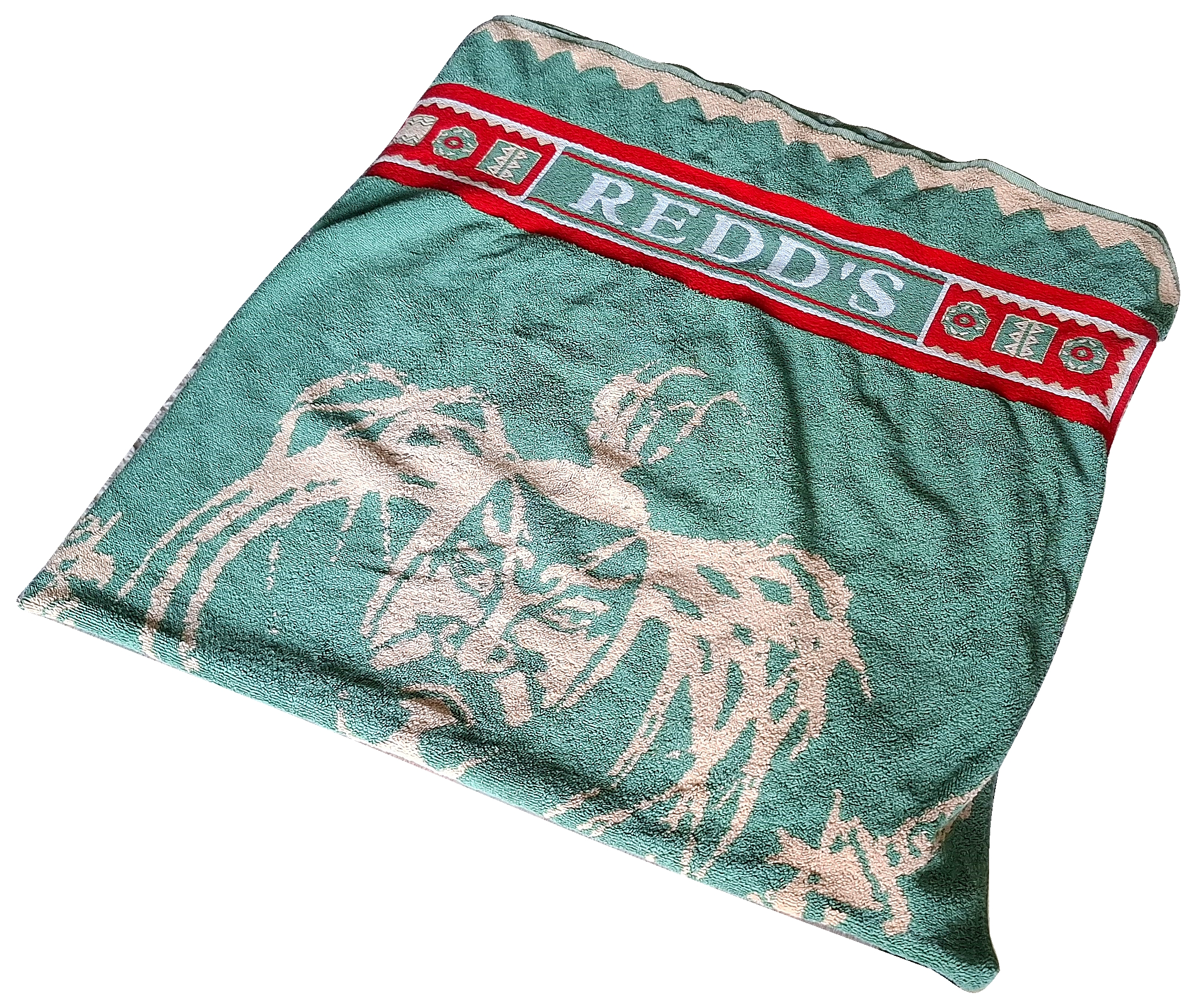
Ręcznik promocyjny Redd’s produkcji ZPB „Frotex” w Prudniku

Piwo owocowe Redd’s wywodzi się z Południowej Afryki, gdzie od 1996 roku produkowane jest przez przedsiębiorstwo South African Breweries. Na rynku polskim pojawiło się w 2000 roku. Zakłady Przemysłu Bawełnianego „Frotex” w Prudniku produkowały ręczniki promocyjne dla Redd’s. W październiku 2004 po raz pierwszy na rynku pojawił się Redd’s Red o smaku malinowym. Powstanie nowego smaku piwa było poprzedzone badaniami rynku konsumentów i ich upodobań łączenia piwa z sokiem. Reklama – Redd’s „Po japońsku” – towarzysząca promocji nowej marki otrzymała nagrodę Grand Prix oraz Złotego Orła w kategorii „Napoje” W tym samym roku, według Instytutu Badań Opinii i Rynku PENTOR w Poznaniu, Redd’s znajdował się na pierwszym miejscu najczęściej sprzedawanych piw smakowych.
W styczniu 2008 trzy rodzaje piwa otrzymały nowy wizerunek i etykiety stworzone w ramach konkursu, w którym uczestniczyli konsumenci.
Wizerunek piwa Redd’s dla kobiet został zaprojektowany przez Anię Dąbrowską, Marię Peszek i Agatę Nowicką. Mała puszka o pojemności 330 ml jest pierwszą puszką typu „sleek can” (z ang. sleek, elegancki) na polskim rynku piwa.